# Ван дер Хейден, Стефан
Стефан Ван дер Хейден (нидерл. Stéphane Van der Heyden; род. 3 июля 1969, Синт-Гиллис-Вас, Бельгия) — бельгийский футболист, полузащитник. Известен по выступлениям за «Брюгге» и сборную Бельгии. Участник чемпионата мира 1994 года (не выходил на поле). Работает футбольным тренером.

## Клубная карьера
Ван дер Хейден начал карьеру в клубе «Беверен». В сезоне 1987/1988 он дебютировал в Жюпиле лиге. В 1990 году его команда вылетела во второй дивизион, но уже через год клуб вернулся обратно. Летом 1991 года Стефан перешёл в «Брюгге». В 1992 году он помог новой команде выиграть чемпионат Бельгии. В 1995 году ван дер Хейден стал обладателем Кубка Бельгии, а через год повторил успех и во второй раз стал чемпионом.
Летом 1996 году Стефан перешёл в нидерландскую «Роду». Он быстро завоевал место в основе и через год помог команде выиграть Кубок Нидерландов. В 1997 году ван дер Хейден выступал на правах аренды за французский «Лилль». После окончания аренды он ещё год выступал за «Роду».
В 1999 году Стефан вернулся на родину, где ещё три сезона выступал за «Беерсхот» и «Каппеллен». В 2002 году он завершил карьеру футболиста.

## Международная карьера
9 октября 1991 года в товарищеском матче против сборной Венгрии ван дер Хейден дебютировал за сборную Бельгии. В том же году Стефан принял участие в чемпионате мира в США. На турнире он был запасным футболистом и не провел на поле ни минуты.

## Достижения
Командные
 «Брюгге»
- Чемпион Бельгии (2): 1992, 1996
- Обладатель Кубка Бельгии — 1995, 1996

 ««Рода» (Керкраде)
- Обладатель Кубка Нидерландов (1): 1997